# نیکی (خواننده)
نیکول زفانیا (به انگلیسی: Nicole Zefanya)؛ زادهٔ ۲۴ ژانویهٔ ۱۹۹۹)، که به طور حرفه‌ای با نام نیکی (به انگلیسی: NIKI) شناخته می‌شود، خواننده، ترانه‌سرا و تهیه‌کننده موسیقی اندونزی می‌باشد.